# Рама Варман Куласекхара
Рама Варман — один з останніх правителів з династії Куласекхара. Переніс столицю з Магодаяпурама (біля сучасного Кодунгаллура) до міста Квілон. За його правління пізня держава Чера занепала, а Венад набув статусу незалежної держави.